# Andamáni szarvascsőrű
Az andamáni szarvascsőrű (Rhyticeros narcondami) a madarak osztályának szarvascsőrűmadár-alakúak (Bucerotiformes) rendjébe és a szarvascsőrűmadár-félék (Bucerotidae) családjába tartozó faj.

## Rendszerezése
A fajt Allan Octavian Hume skót ornitológus írta le 1873-ban. Egyes szervezetek sorolják az Aceros nembe is Aceros narcondami néven.

## Előfordulása
Az Indiához tartozó Andamán-szigetek egyikén, Narcondam szigetén fordul elő. A természetes élőhelye szubtrópusi és trópusi síkvidéki esőerdők és cserjések. Állandó nem vonuló faj.

## Megjelenése
Testhossza 45–50 centiméter, a hím testtömege 700–750 gramm, a tojóé 600–750 gramm.

## Életmódja
Főleg gyümölcsökkel táplálkozik.

## Természetvédelmi helyzete
Az elterjedési területe egyetlen kis szigetre korlátozódik, ráadásul egyedszáma is kicsi, az viszont stabil. A Természetvédelmi Világszövetség Vörös listáján veszélyeztetett fajként szerepel.